# 箕面市立青少年教学の森野外活動センター
箕面市立青少年教学の森野外活動センター（みのおしりつ せいしょうねんきょうがくのもりやがいかつどうセンター）は、大阪府箕面市に所在する青少年向けの野外活動施設。

## 概要
- 「自然体験及び野外活動を通して、健全な青少年の育成その他の生涯学習の用に供するため」に箕面市の六個山南側斜面に設置された施設である。
- 2005年（平成17年）に指定管理者制度が導入され、箕面市より一般財団法人大阪府青少年活動財団に運営委託されている。
- 本館、管理棟と第1 - 3キャンプ場で構成される。
- 令和3年（2021年）4月1日より、これまで以上に利用しやすい魅力的な施設を目指し検討を行うため、当面の間休所中。

本館
宿泊定員 58名
宿泊室、プレイホール、会議室、シャワールーム（有料）がある。
9人部屋×2室、8人室×5室。二段ベッド中心の構成。
各室にはエアコンが備え付けられている（有料）。
専用の野外炊さん場もあり、カマド7つが設置されている。
管理棟
メインホール、研修室A・B、工作室、救護室、天体観測スペース、事務所がある。
第1キャンプ場
定員 180名（テント）
キャンプファイヤー場、野外炊さん場がある。
10名用大型常設テント（フレッシュエアー型テント）18張からなる。
野外炊さん場は2箇所にあり、各100名程度が一斉に野外炊さんに取り組める。各カマドは9つ。
第2キャンプ場
定員 50名（ロッジ）
キャンプファイヤー場、野外炊さん場、シャワー棟がある。
ロッジ5棟からなり、各棟に2室（定員各5名）。
各室は2段ベッド2組、一人用ベッド1つ。
ロッジ各室の入り口は独立しており、別のグループが隣りあった客室を利用しても問題はない。
シャワー棟は長らく冷水のみであったが、平成23年7月に温水化された（有料）。
野外炊さん場は一箇所。カマドは10基。100名程度が一斉に炊さん可能。
第3キャンプ場
定員 50名（テント）
キャンプファイヤー場、野外炊さん場がある。
野外炊さん場はカマド10基。100名程度が一斉に炊さん可能。
テントは自設のキャンプサイト。テント設営プレイスは10箇所にある。
テントは貸し出しも可能。

## 場所・アクセス
- 所在地：大阪府箕面市新稲2-257-3
- 最寄駅：阪急電鉄箕面駅

阪急箕面駅から徒歩50分。駐車スペース50台程度。